# Тёмные воды (фильм, 1994)
Тёмные воды (Dark Waters) — фильм ужасов 1994 года, совместный англо-итальянский проект.
Фильм также известен под названием Мёртвые воды (Dead Waters), под которым он был выпущен на видео в США.
В проект были вовлечены представители нескольких государств, съёмки фильма проводились на территории Украины, заняты украинские и российские актёры, фильм стал дебютной работой итальянского режиссёра Мариано Байно. Есть информация, что в проекте участвовали и российские продюсеры.

## История создания
Изначально в основе фильма лежал рассказ Энди Барка, написанный по детским впечатлениям от посещения деревеньки Стайтес (Staithes) в Северном Йоркшире. Много лет спустя, работая монтажёром на другом фильме Мариано (Caruncula), Барк упомянул, что работает над сценарием, который он назвал «Тёмные воды» (Dark Waters) и Мариано предложил вместе написать этот сценарий, что и было сделано.
Фильм продюсировал тюменский бизнесмен, глава акционерного общество «ТЕА-Холдинг», Виктор Зуев, который познакомился с Байно также благодаря его короткометражке Caruncula, демонстрировавшейся на одном из российских фестивалей. Картину собирались снимать в Англии, на главные роли предполагались американские актрисы. Планы резко изменились, после того как Виктор Зуев вмешался и предложил перенести съёмки на Украину. Барк надеялся привлечь английского актёра и рок-музыканта Хью Корнуэлла из группы Stranglers.
Сюжет первоначально строился вокруг поисков героями магических средств для подчинения моря и земных сил. История была довольно проста и напоминала некоторые произведения Говарда Лавкрафта, такие как Тень над Иннсмутом, с наводняющими город мутантами, но затем сюжет изменили из практических соображений.
Фильм стал, возможно, самым первым западноевропейским кинопроектом, снятым на территории Украины после распада Советского Союза. Съёмки шли трудно, пришлось решать множество проблем с властями и бюрократией, но, с другой стороны, натурные съёмки подобного уровня в Великобритании обошлись бы значительно дороже, а некоторые эпизоды там было бы снять просто невозможно.
Политическая ситуация складывалась против авторов фильма. В самом начале работ, когда Барк и Мариано особенно остро нуждались в финансировании, в Союзе произошла попытка переворота и на улицах Москвы появились танки. Когда же съёмки подходили к концу, уже в новой России снова произошла попытка переворота, закончившаяся стрельбой и кровопролитием в Москве.

## Сюжет
Молодая англичанка Элизабет (Луиза Салтер), после смерти отца и вопреки его запрету приезжает на остров, где она когда-то родилась и где в родах умерла её мать. Элизабет всегда интересовала тайна своего прошлого и тайна её семьи. Письмо от подруги, живущей на загадочном острове, укрепило её решимость посетить родные места. Прибыв на остров, Элизабет не находит там своей подружки и оказывается среди странного ордена монахинь, живущих будто в средневековье. Вместо «уехавшей» подруги к Элизабет приставляют другую девушку, Сару (Венера Симмонс). Теперь любопытной англичанке предстоит узнать много нового о своей семье и убедиться в правоте отца, предостерегавшего её от необдуманного шага.

## В ролях
- Луиза Салтер — Элизабет
- Венера Симмонс — Сара
- Мария Капнист — мать-настоятельница
- Любовь Снегур — помощница настоятельницы
- Альбина Скарга — слепая старуха
- Валерий Бассель — рыбак
- Павел Соколов — лодочник
- Сергей Ругенс — хозяин магазина/почты/морга
- Анна Роуз Фиппс — Тереза
- Таня Добровольская — Элизабет в детстве
- Валерий Копаев — священник
- Людмила Маруфова — монашка
- Кристина Спивак — Сара в детстве
- Надежда Тримасова — распятая монашка

## Съёмочная группа
- Мариано Байно — режиссёр
- Виктор Зуев — продюсер
- Энди Барк — сценарист
- Антонина Петрова — дизайн костюмов

## Награды и номинации
- На фестивале фантастических фильмов Fantafestival 1994 года фильм был удостоен специального приза.
- На фестивале «Фантаспорто» 1995 года фильм номинировался на главный приз.
- На Втором фестивале фантастических фильмов Fant-Asia в Монреале (1997) фильм занял третье место.